# Tiếng Zanskar
Phương ngữ Zanskar (Zangskar, Zaskar) là một ngôn ngữ bị đe dọa thuộc nhóm ngôn ngữ Tạng sử dụng chủ yếu tại vùng Zanskar thuộc quận Kargil, Ladakh, Ấn Độ và bởi các Phật tử sống tại vùng thượng lưu thuộc Lahaul, Himachal Pradesh, và Paddar, Jammu và Kashmir.
Ngôn ngữ này được chia ra thành bốn nhóm đồng nhất: Oot (Stod, Thượng Zanskar), Zhung (Gžun, Trung Zanskar), Sham (Gšam, Hạ Zanskar) và cuối cùng là Lungnak (Luŋnag).